# Jurica Grabušić
Jurica Grabušić (Zagreb, 28. ožujka 1983.), hrvatski atletičar. Aktualni je hrvatski rekorder na 60 i 110 metara s preponama.
Natjecao se na Olimpijskim igrama 2004. u utrci na 110 metara s preponama, a osvojio je 43. mjesto. Na OI 2008. u istoj je disciplini osvojio 39. mjesto.
Na Mediteranskim igrama 2005. i 2009. je osvojio brončane medalje u utrci na 110 metara s preponama.
Bio je član zagrebačke Mladosti.